# Blesovce
Blesovce (Hongaars: Belesz) is een Slowaakse gemeente in de regio Nitra, en maakt deel uit van het district Topoľčany.
Blesovce telt 360 inwoners.